# Pics de la Font Sancte
I Pics de la Font Sancte (3.385 m s.l.m.) sono una montagna francese delle Alpi Cozie situata lungo lo spartiacque tra la valle dell'Ubaye ed il Queyras.
,
Generalmente sono indicati con questo nome due vette: il Picco Nord che culmina a 3.385 m, ed il Picco Sud che raggiunge i 3.371 m.

## Caratteristiche
La vetta è in territorio francese, nel dipartimento delle Alpi dell'Alta Provenza. La montagna si trova su una dorsale alpina secondaria, che dirama dallo spartiacque alpino principale in corrispondenza del Roc della Niera e scende con direzione generale ovest-sud-ovest verso il bacino del Rodano. Dal col Girardin, a est-nord-est della vetta, la dorsale sale secondo la direzione generale fino alla Tête de la Petite Part (3144 m), una vetta secondaria del gruppo, per poi piegare verso ovest e raggiungere il picco nord de la Font Sancte. 
Qui piega verso sud-sud-ovest, raggiunge il picco sud de la Font Sancte, e prosegue nella stessa direzione fino al Pic de Panestrel (3254 m), dove piega a ovest-nord-ovest per raggiungere la Pointe des Escreins (3038 m), per poi di nuovo piegare e proseguire a zig-zag. Dal picco nord dirama una dorsale secondaria, che si dirige a nord-ovest al Pic des Heuvières (3271 m), da dove dirama uno sperone roccioso in direzione nord-est che va a digradare nel vallone sottostante; prosegue piegando leggermente a sud fino al Pic des Veyres (3204 m), poi di nuovo a nord-ovest fino al col de la Coletie Verte.
Il versante settentrionale, compreso tra la porzione a monte della dorsale principale e la dorsale secondaria, scende con scoscese balze rocciose sulla parte superiore del vallone di sant'Anna, dove si trova l'omonimo lago; si tratta della parte superiore della valle dove si trova Ceillac, che è una valle secondaria della valle del Guil. Quello occidentale scende tra balze e canaloni sulla valle des Escreins. Il versante sud-est scende sulla valle dell'Ubaye; la sua forma ad arco abbraccia il vallon de Panestrel, sul quale scende in maniera molto diretta. Tutti e tre i versanti sono scoscesi, e non permettono un facile accesso.
La zona della montagna è compresa in due parchi: in tutta la zona a nord della dorsale principale si estende il Parco naturale del Queyras, e ad ovest, nella valle degli Escreins, si estende anche la riserva della Val d'Escreins. Il versante dell'Ubaye è invece fuori da zone di parco.
Dal punto di vista geologico, la sommità della montagna appartiene alla cosiddetta falda della Font-Sancte; la vetta è composta da calcari neri del Malm, con il torrione della punta sud composto da una superimposizione di calcari giallastri del Dogger; sue faglie fortemente oblique, con scorrimento, separano questi calcari da dolomie del Triassico, appartenenti alla stessa falda. L'intero complesso poggia su un basamento di calcescisti, la fascia dei calcescisti di Ceillac; tra le due formazioni vi è stato un forte sovrascorrimento, di cui rimane traccia ben visibile sul versante verso l'Ubaye.
Il nome deriva da una fontana, detta Fonte Santa, che sgorga ai piedi del monte a 2.358 m.

## Ascensione alla vetta
La salita al picco Nord si sviluppa sul canalone ovest con partenza dal rifugio Basse Rua, in frazione Basse Rua d'Escreins. La pendenza massima è prossima ai 40° nella porzione più stretta del canalone. È consogliabile effettuare l'ascensione quando il canalone è ancora innevato, per minimizzare il rischio di caduta di pietre (provenienti dal canalone, ma anche dalla parete del picco Sud). Si tratta di un itinerario alpinistico, con grado di difficoltà valutato in F+ sulla scala italiana ed R5 sulla scala francese. In assenza di neve, l'accesso richiede capacità escursionistiche avanzate: il canalone ha un fondo detritico particolarmente instabile, ed è notevolmente lungo (più di 300 m); i rischi di caduta di pietre sono allora particolarmente notevoli. Inoltre, il dislivello è notevole (oltre 1600 m), non vi sono punti d'appoggio intermedi, e non è possibile bivaccare, essendo la montagna in territorio di parco.
Esiste anche un itinerario che parte dal Lago di sant'Anna sulla parete nord, valutato AD.
Lo stesso itinerario è percorribile in inverno, effettuando l'avvicinamento con gli sci, in un itinerario di sci alpinismo.
Il canalone sud (detto canalone della banana) può essere salito con buone condizioni di innevamento, e disceso con gli sci, in un itinerario di sci ripido. (PD, 45° per 200 m).
Il picco sud è accessibile dalla cresta ovest. È un itinerario alpinistico, senza attrezzatura in posto, valutato PD.